# 1588

## Esdeveniments
- 28 a 30 de maig - Lisboa: L'Armada Invencible salpa cap al Canal de la Mànega,[1] on és derrotada.
- Tarragona: primera edició coneguda de Partinobles, versió catalana del roman de cavalleries anònim d'origen francès Partonopeus de Blois (s. XII).[2]
- Cabdet (província d'Albacete): Es documenten les festes de Moros i Cristians més antigues.

## Naixements
- 5 d'abril, Londres, Regne d'Anglaterra: Thomas Hobbes, filòsof anglès (m. 1679).[3]

- 9 de juny, Nuremberg: Johann Andreas Herbst, compositor i teòric musical del Barroc.
- 13 de desembre, Roma: Catherine de Vivonne, amfitriona del primer saló literari parisenc, a l'Hôtel de Rambouillet (m. 1665).[4]

## Necrològiques
- 7 de maig, Florència, Itàlia: Plautilla Nelli, pintora renaixentista (n. 1524).[5]
- Venècia: Paolo Caliari o Paolo Càller, conegut com el Veronès, va ser un pintor italià, conegut per ser el gran decorador del manierisme venecià (n. 1523)[6]